# Ga Hiragishi (Tàu điện ngầm đô thị Sapporo)
Ga Hiragishi (平岸駅 Hiragishi-eki) là ga tàu điện ngầm được vận hành bởi Tàu điện ngầm đô thị Sapporo ở Toyohira, Sapporo, Hokkaidō, Nhật Bản. Nhà ga được đánh số N12.

## Bố trí ga
| G                                 | Mặt đất                                                      | Lối vào/Lối ra                    |
| Sân ga                            | Sân ga cạnh, cửa sẽ mở ở bên trái                            | Sân ga cạnh, cửa sẽ mở ở bên trái |
| Sân ga 1                          | Tuyến Namboku đi N13 Minami-Hiragishi (Hướng đi Makomanai) → |                                   |
| Sân ga 2                          | ← Tuyến Namboku đi N11 Nakanoshima (Hướng đi Asabu)          |                                   |
| Sân ga cạnh, cửa sẽ mở ở bên trái |                                                              |                                   |

## Lịch sử
Nhà ga mở cửa vào ngày 16 tháng 12 năm 1971 cùng với thời điểm khai trương Tuyến Namboku từ Ga Makomanai đến Ga Kita-Nijūyo-Jō.

## Xung quanh nhà ga
- Quốc lộ 453 (đến Date)
- Trung tâm cộng đồng Hiragishi quận Toyohira
- Trung tâm cộng đồng Sapporo Hiragishi
- Trung tâm Y tế KKR Sapporo, Bệnh viện
- Bưu điện Hiragishi Sanjo
- Đồn cảnh sát Hiragishi Toyohira
- Hiệp hội Hợp tác xã Nông nghiệp Thành phố Sapporo (JA Sapporo), chi nhánh Hiragishi

## Hình ảnh

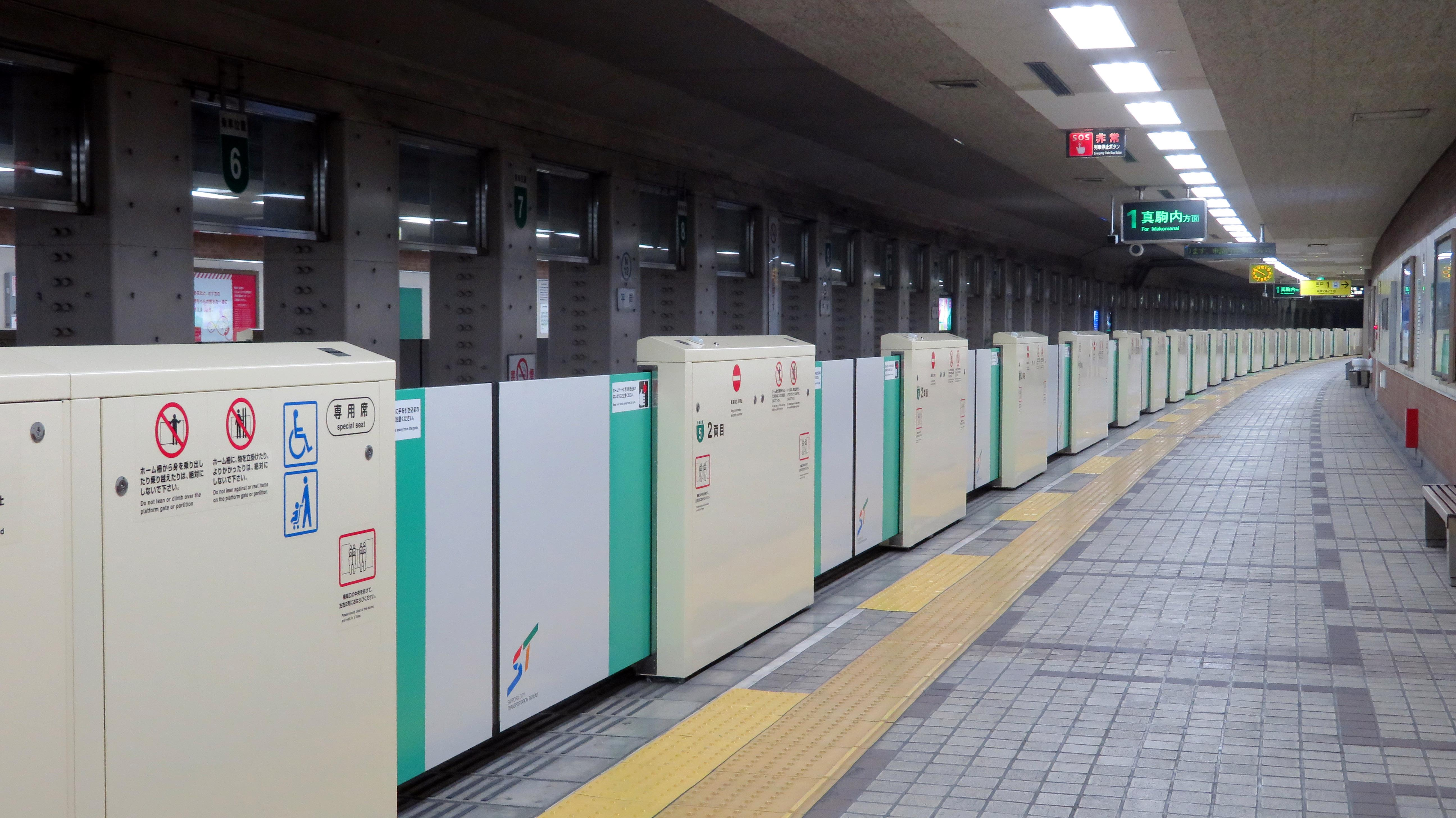
Sân ga